# La liberazione di Ruggiero dall'isola d'Alcina
Personnages
La liberazione di Ruggiero dall'isola d'Alcina (« La Libération de Roger, de l'île d'Alcina ») est un opéra comica en quatre scènes et prologue de Francesca Caccini, sur un livret de Ferdinando Saracinelli d'après le Roland furieux de L'Arioste, créé en 1625.

## Historique
Cette œuvre est une commande de la grande-duchesse de Toscane Marie-Madeleine d'Autriche. L'opéra est chanté pour la première fois le 3 février 1625 dans un palais des abords de Florence, la Villa di Poggio Imperiale, à l'occasion de l'arrivée de Ladislas IV Vasa de Pologne lors du carnaval de 1625, pour fêter sa victoire sur les Turcs.
La liberazione di Ruggiero est composée dans le style de la seconda pratica, dans le sillage de Claudio Monteverdi. Ce pourrait être le premier opéra composé par une femme (ses autres opéras sont perdus). Cette forme théâtrale et musicale était née au début du XVIIe siècle. Monteverdi, dont le premier opéra date de 1607, reconnaissait le talent de Francesca Caccini.

## Intrigue
Deux magiciennes, Alcina et Melissa, se disputent l'âme et le corps du chevalier Ruggiero, fils d'un chevalier chrétien et d'une dame sarrasine. Il est retenu prisonnier par Alcina dans son jardin, empli de ses anciens amants transformés en plantes exotiques. 

## Distribution
- Alcina (soprano)
- Ruggiero (ténor)
- Melissa (alto)
- Nunzia
- Sirena
- Dama disincantata
- Nettuno
- Astolfo
- Vistola Fiume
- Pastore

## Discographie
- La Liberazione di Ruggiero dall'isola d'Alcina, Musicae Antiquae Collegium Varsoviense dirigé par Wladyslaw Klosiewicz, Pro Musica Camerata
- La Liberazione di Ruggiero dall'isola d'Alcina, Huelgas Ensemble dirigé par Paul Van Nevel, Deutsche Harmonia Mundi
- La Liberazione di Ruggiero dall'isola di Alcina, Allabastrina - La Pifaresca dirigé par Elena Sartori, Glossa
- La Liberazione di Ruggiero dall'isola d'Alcina, Romabarocca Ensemble dirigé par Lorenzo Tozzi, Bongiovanni